# Lotny Oddział Żandarmerii Polowej we Lwowie
Lotny Oddział Żandarmerii Polowej we Lwowie – pododdział żandarmerii Wojska Polskiego.
Jednostka została sformowana w garnizonie Lwów, w koszarach przy ulicy Leona Sapiehy 1, na podstawie rozkazu Nr 29 Naczelnego Dowództwa Wojsk Polskich na Galicję Wschodnią z dnia 28 grudnia 1918. Jej zadaniem było wykonywanie "szczególnych poruczeń" zlecanych przez NDWP na Galicję Wschodnią. Komendant oddziału otrzymał uprawnienia dowódcy batalionu i podporządkowany został komendantowi Straży Ziemskiej.
10 lutego 1919 NDWP na Galicję Wschodnią wydało rozkaz Nr 36, w którym określiło strukturę organizacyjną oddziału i sprecyzowało jego zadania. W myśl powyższego, w skład jednostki wejść miał:
- oddział pieszy,
- patrol konny,
- oddział karabinów maszynowych,
- patrol sanitarny,
- tabor.

Głównym zadaniem Lotnego Oddziału ŻP było rozbrojenie ludności cywilnej i mniejszych band rabunkowych na tyłach operacyjnych armii. W praktyce, oddział łączył zadanie rozbrojenia ludności cywilej z rekwizycją, co nie przyniosło mu sławy, zwłaszcza wśród Ukraińców i Żydów.

## Obsada personalna oddziału
- rtm. Rudolf Kawiński - komendant
- por. Kazimierz Chodkiewicz z 1 Pułku Strzelców Lwowskich
- por. Zbigniew Michalewski z Legii Oficerskiej z Przemyśla
- por. Edward Mülhner z 1 Szwadronu Jazdy Lwowskiej
- wachm. Jakub Fehler
- wachm. Adam Glajc
- wachm. Jan Jagodziński
- wachm. Jan Tyszkowski
- wachm. Ludwik Tarkowski
- wachm. Karol Dawid
- wachm. Władysław Siedlecki
- sierż. Tadeusz Drużbacki
- sierż. Michał Gurynowicz
- sierż. Jan Łuczkiewicz
- sierż. Stanisław Myczkowski
- sierż. Dominik Rybicki
- plut. Władysław Święcicki z Oddziału Wyszkolenia Karabinów Maszynowych